# تربندورف
تربندورف (به آلمانی: Trebendorf) یک شهر در آلمان است که در گورلیتس واقع شده‌است. تربندورف ۱٬۰۱۳ نفر جمعیت دارد.